# Оперення стріли

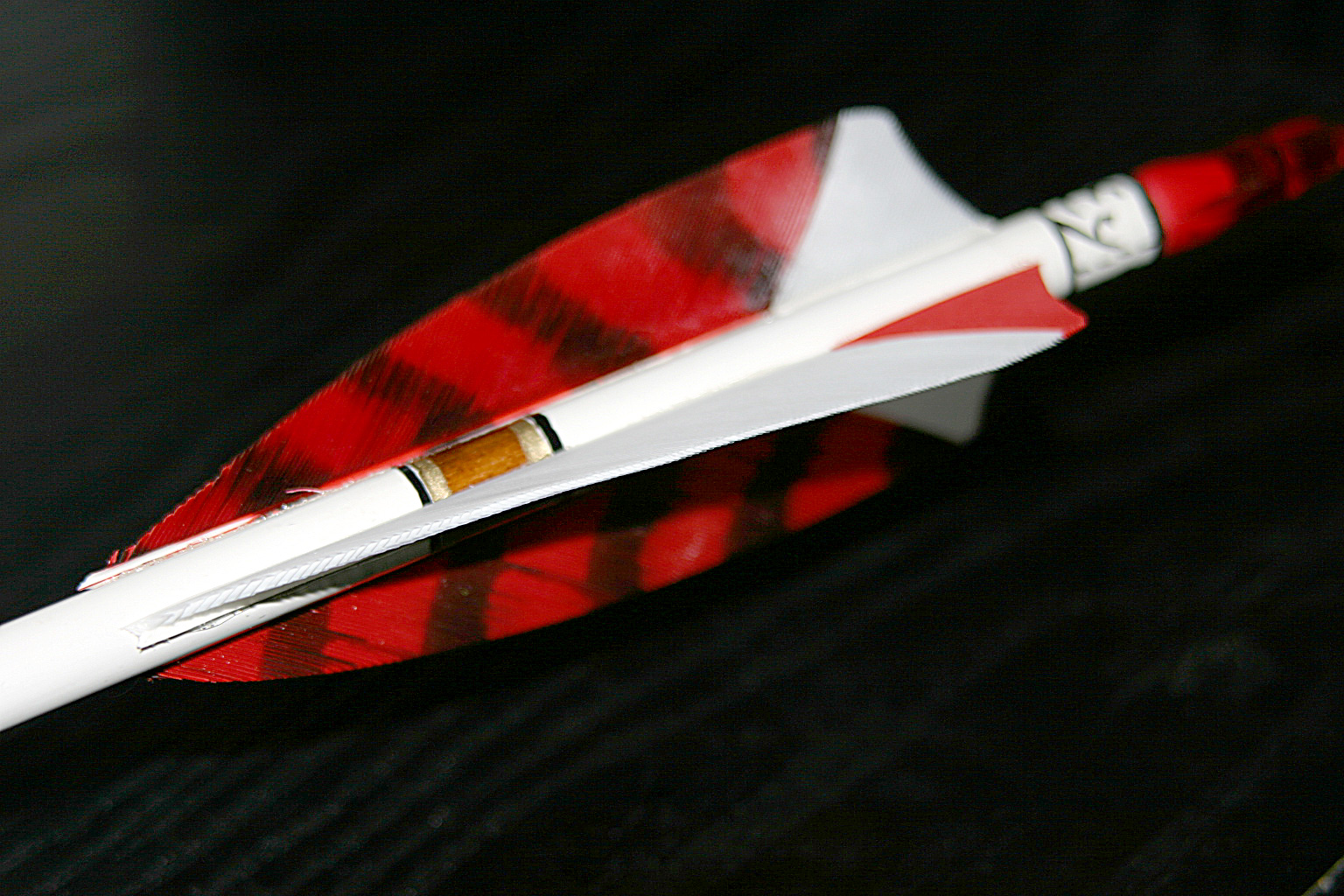
Оперення — складається з червоного пера курки і білого півня

Оперення стріли — аеродинамічний стабілізатор стріли або дротика, зроблене з таких матеріалів, як пір'я, шкіра, синтетичні матеріали.

## Опис
Традиційно оперення складається з трьох стабілізаторів, які розташовані у задній частині стріли або дротика і рівномірно розташовані по окружності. Раніше використовували чотири пера. Зараз замість пташиного пір'я використовують пластик. Стабілізатори зазвичай кріплять клеєм і шовковою ниткою, але зараз це не потрібно, окрім тих випадків, коли стріла імітує середньовічну бойову стрілу. Оперення потрібно для аеродинамічної стабілізації стріли. Оперення з пір'я допомагає стрілі обертатися за допомогою гладких і грубих сторін пера. Стабілізатори необхідно розташовувати під деяким кутом, щоб досягнути подібного ефекту, але всі вони надають стабільності снаряду у польоті і не дають йому впасти на землю.

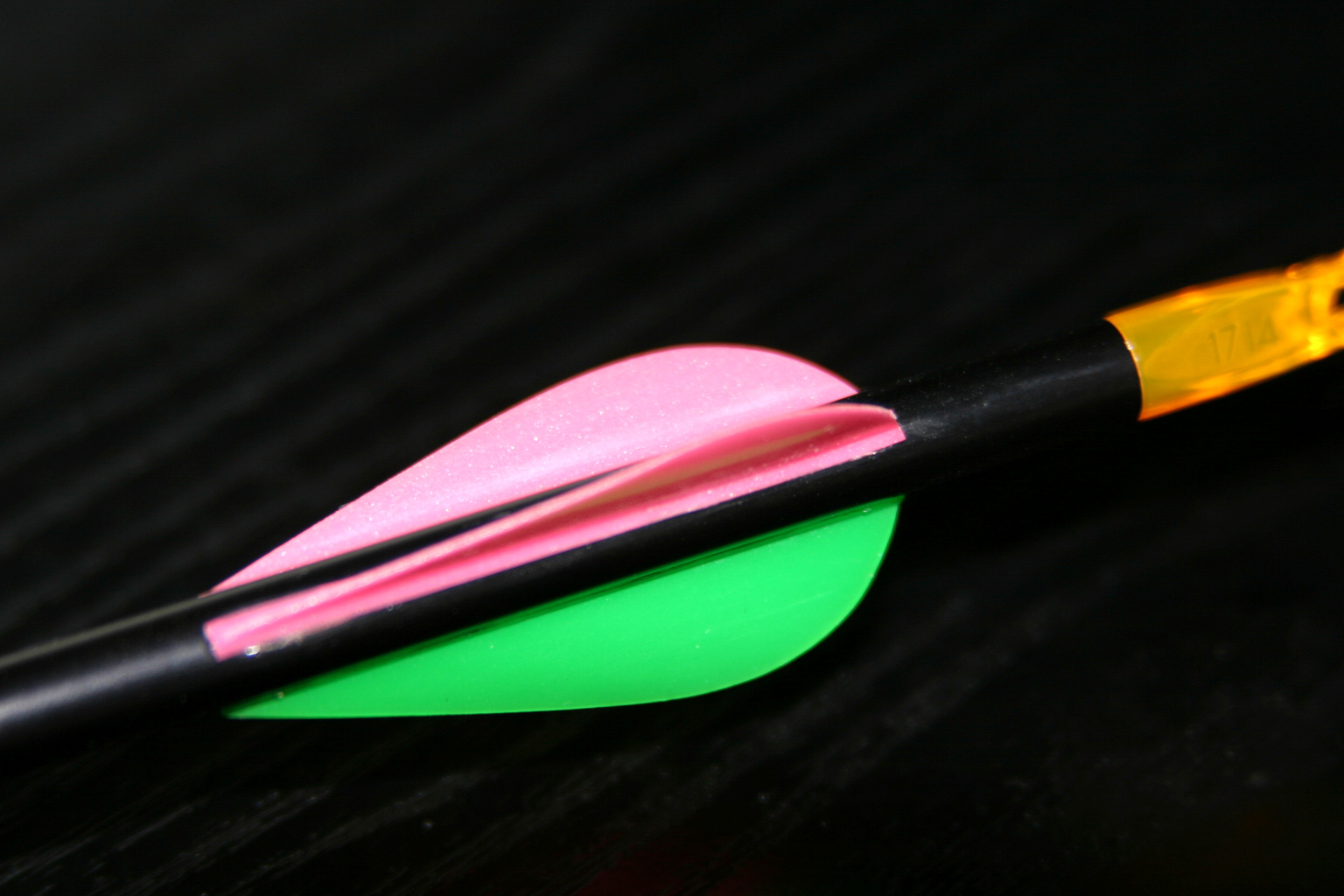
Пластикове оперення (також відоме як стабілізатор)

У більш загальному плані, термін «оперення» вживають щодо будь-якої структури, яка надає снаряду аеродинамічну стабілізацію у польоті, багато з яких за формою і функціями нагадують стрілу. Наприклад, пір'я на торці дротика (може бути використано списокидалку) дуже схоже за призначенням і будовою до тих які використовують у стрілах. Більшість технік оперення прийшли з давнини. Плавники, які використовують для стабілізації ракет, мають таке ж призначення.